# Zachary Knighton
Zachary Andrew Knighton (Alexandria, (Virginia)  25 oktober 1978) is een Amerikaans acteur.

## Filmografie
- 2004: The Prince and Me - John Morgan
- 2007: The Hitcher - Jim Halsey
- 2010: FlashForward (televisieserie) - Dr. Bryce Varley
- 2011 - 2013: Happy Endings (televisieserie) - Dave Rose
- 2018 - 2024: Magnum P.I. (televisieserie) - Orville "Rick" Wright